# Lepidodactylus aignanus
Lepidodactylus aignanus — вид геконоподібних ящірок родини геконових (Gekkonidae). Ендемік Папуа Нової Гвінеї. Описаний у 2019 році.

## Поширення і екологія
Lepidodactylus aignanus є ендеміками острова Місіма в архіпелазі Луїзіада. Вони живуть у вологих рівнинних тропічних лісах та в садах.